# Igli (Algerien)
Igli (arabisch إقلي, DMG Iqlī, Tifinagh-Schrift ⵉⴳⵍⵉ) ist eine Kommune in der Provinz Béni Abbès im Westen Algeriens und liegt rund 130 km südlich von Bechar. Als städtische Siedlung ist Igli eingebettet zwischen dem Flusstal des Oued Saoura im Westen und dem Dünenmeer des Westlichen Großen Erg im Osten. Der Ursprung des Oued Saoura liegt vier Kilometer nördlich des Stadtzentrums, wo er sich aus dem Zusammenfluss von Oued Guir und Oued Zousfana bildet.
Die Kommune besteht neben dem Hauptort Igli noch aus den Ortschaften Touzdit und Mazzer.